# Satijnslak
De satijnslak (Jorunna tomentosa) is een slakkensoort uit de familie van de Discodorididae. De wetenschappelijke naam van de soort werd in 1884 voor het eerst geldig gepubliceerd door Georges Cuvier als Doris tomentosa.

## Beschrijving
De satijnslak is geel tot zandbruin van kleur. De mantel is fluweelachtig van uiterlijk en textuur. Dit effect wordt gecreëerd door de aanwezigheid van talrijke, kleine, uniforme knobbeltjes. Meestal zijn er meerdere donkerbruine pigmentvlekken aan de zijkanten van de mantel zichtbaar. Deze vlekken lijken op de uitstroomopeningen van sponzen en zijn een voorbeeld van mimicry: het nabootsen van een ander organisme. Satijnslakken kunnen een lengte bereiken van maximaal 55 mm. De eisnoeren is een breed lint dat in een nette, strakke rol is gelegd.

## Verspreiding
Het verspreidingsgebied van de satijnslak in de oostelijke Atlantische Oceaan, van Noorwegen tot Noord-Afrika, in de Middellandse Zee en rond de Britse Eilanden. Dit dier wordt gevonden aan de kust en in het ondiepe subtidale zone. Sinds 1952 wordt de satijnslak ook in Nederland waargenomen, met name in de westelijke Oosterschelde. Het dier voedt zich met een verscheidenheid aan sponzen, maar vooral met Haliclona-soorten, waaronder Haliclona oculata en Haliclona cinerea.